# آندره (بازیکن فوتبال، زاده ۱۹۷۲)
آندره لوئیز آلوز سانتوس (به پرتغالی: Andre Luiz Alves Santos) هافبک اهل برزیل است که در شهر برزیل و در تاریخ ۱۶ نوامبر ۱۹۷۲ به دنیا آمده‌است.
آندره لوئیز آلوز سانتوس در تیم‌های فوتبال Marília Atlético Clube سابقهٔ حضور دارد.